# 6314 Reigber
A 6314 Reigber (ideiglenes jelöléssel (6314) 1990 SQ16) a Naprendszer kisbolygóövében található aszteroida. Henry Holt fedezte fel 1990. szeptember 17-én.